# Ayako Jinnouchi
Ayako Jinnouchi (jap. 陣内 綾子, Jinnouchi Ayako; * 21. Januar 1987 in Matsue) ist eine japanische Mittelstreckenläuferin.

## Sportliche Laufbahn
Erstmals trat Ayako Jinnouchi bei den Asienmeisterschaften 2005 im südkoreanischen Incheon international in Erscheinung. Dort gewann sie über 800 Meter die Bronzemedaille, wie auch bei den Ostasienspielen in Macau. 2006 nahm sie an den Juniorenweltmeisterschaften in Peking teil und schied dort über 800 Meter im Halbfinale aus. 2007 gewann sie bei Asienmeisterschaften in Amman erneut die Bronzemedaille über 800 Meter. Bei den Weltmeisterschaften in Kobe schied sie über diese Distanz bereits im Vorlauf aus. 2008 belegte sie bei den Hallenasienmeisterschaften in Doha den vierten Platz über 800 Meter, wie auch bei den Asienmeisterschaften 2009 in Guangzhou. 2013 gewann sie bei den Asienmeisterschaften die Bronzemedaille über 1500 Meter. Vier Jahre später gelang ihr derselbe Erfolg bei den Asienmeisterschaften in Bhubaneswar. 2019 erreichte sie bei den Asienmeisterschaften in Doha in 4:24,17 min den zehnten Rang.
2007 und 2009 wurde Jinnouchi japanische Meisterin im 800-Meter-Lauf sowie 2012 und 2013 sowie 2017 über 1500 Meter.

## Persönliche Bestleistungen
- 800 Meter: 2:03,37 min, 26. September 2009 in Okayama
- 1500 Meter: 4:10,08 min, 3. August 2013 in Gent
- 3000 Meter: 9:25,54 min, 11. Juli 2009 in Kushiro-shi